# 爱丝黛儿·哈里斯
愛絲黛兒·哈里斯（英語：Estelle Harris，1928年4月22日—2022年4月2日）是美國的一名女演員、配音演員，她以誇張而尖銳刺耳的聲音聞名。哈里斯所飾演的最知名角色是《宋飛傳》裡的愛絲黛兒·科斯坦薩；而她參與過配音的重要角色包括“玩具總動員系列電影”裡的蛋頭太太、《小查與寇弟的頂級生活》裡的穆麗爾（Muriel）和《泰山2》裡的甘妲媽媽（Mama Gunda）等。

## 早年境況
愛絲黛兒·哈里斯於1928年4月22日出生在美國紐約曼哈頓的地獄廚房附近，出生時名叫愛絲黛兒·努斯鮑姆（Estelle Nussbaum）。她的父母伊薩克（Isaac）和安娜（Anna）是波蘭裔猶太人移民，他們擁有並經營著一家糖果商店；而愛絲黛兒是家裡兩個女兒中最小的那個。 在愛絲黛兒姑姑和姑父的邀請下，哈里斯全家在她7歲時搬家至賓夕法尼亞州的塔倫圖姆並為姑姑一家的糖果店工作。愛絲黛兒畢業於塔倫圖姆高中（Tarentum High School）。

## 個人生活
1952年，愛絲黛兒在一次舞會上遇到了窗簾銷售員希·哈里斯；六個月後，他們結婚了。 他們共同育有兩個兒子，生於1957年的埃裡克（Eric）和生於1961年的格倫（Glen）；以及一個女兒，生於1964年泰倫（Taryn）。 埃裡克是一名社會活動者；格倫則是一名音樂推廣人，同時還兼任愛絲黛兒的非官方經紀人；泰倫則曾是紐約州拿騷縣的警察，后因受傷致殘而退役。 同時，哈里斯還擁有三名孫輩和一名曾孫輩。當愛絲黛兒的孩子們開始上學後，她便開始從事表演工作。她首先從事的是一些業餘製作，其次就是參加一些晚餐秀和商業演出。
2001年9月20日，愛絲黛兒和丈夫所搭乘的車輛因為爆胎而在翻滾了兩圈，但是他們設法躲過了重傷。
希·哈里斯於2021年1月11日辭世。
2022年4月2日，愛絲黛兒於加利福尼亞州棕櫚沙灘的家中去世，享耆壽93歲。

## 影視作品

### 電影
| 首映年份 | 電影名         | 飾演 / 配音角色         | 備註 |
| -------- | -------------- | ----------------------- | ---- |
| 1984年   | 美國往事       | 塞爾瑪                  |      |
| 1988年   | 為人師表       | 傑姬·哈里斯             |      |
| 1992年   | 這是我的一生   | 哈瑞特阿姨              |      |
| 1995年   | 超完美目證     | 桃樂絲阿姨              |      |
| 1995年   | 西區華爾茲     | 愛絲黛兒                |      |
| 1997年   | 大海之外       | 布里奇特                |      |
| 1998年   | 富貴逼人來     | 道恩·克魯巴維奇女士     |      |
| 1998年   | 天生冤家       | 桃子                    |      |
| 1998年   | 我的巨人       | 珍珠阿姨                |      |
| 1998年   | 阿達一族大集合 | 奶奶                    |      |
| 1999年   | 鬥氣俏冤家     | 唐娜·斯塔布爾菲爾德夫人 |      |
| 1999年   | 玩具總動員2    | 蛋頭太太（配音）        |      |
| 2000年   | 誰在煮食       | 碧姨                    |      |
| 2000年   | 迷情九月天     | 薩利                    |      |
| 2000年   | 扮演蒙娜麗莎   | 維爾瓦阿姨              |      |
| 2001年   | 金玉良言       |                         |      |
| 2003年   | 熊的傳說       |                         |      |
| 2004年   | 牧場是我家     |                         |      |
| 2004年   | 酷狗上學記     |                         |      |
| 2005年   | 泰山2          |                         |      |
| 2006年   | 酷兒鴨         |                         |      |
| 2007年   | 大賭局         |                         |      |
| 2010年   | 玩具總動員3    |                         |      |
| 2010年   | '              |                         |      |
|          | '              |                         |      |

### 電子遊戲
| 發行年份 | 遊戲名稱                  | 配音角色 | 備註         |
| -------- | ------------------------- | -------- | ------------ |
| 1999年   | 玩具總動員2：拯救巴斯光年 | 蛋頭太太 | 遊戲過場動畫 |

## 外部連接
- 愛絲黛兒·哈里斯在互联网电影资料库（IMDb）上的資料（英文）
- 爱丝黛儿·哈里斯的Discogs页面（英文）
- 愛絲黛兒·哈里斯在爛番茄上的頁面（英文）
- 愛絲黛兒·哈里斯在豆瓣上的资料（简体中文）
- 愛絲黛兒·哈里斯在时光网上的簡介（简体中文）